# Planungsordnung
Die Planungsordnung war eine vom Vorsitzenden der staatlichen Plankommission der DDR und dem Minister der Finanzen herausgegebene grundlegende Rechtsvorschrift bzw. Anordnung über die Ordnung der Planung der Volkswirtschaft der DDR für einen Fünfjahrplanzeitraum. Die Planungsordnung war für die zentralen Staatsorgane, die örtlichen Räte, die Kombinate, wirtschaftsleitenden Organe, Betriebe, Einrichtungen und Genossenschaften verbindlich.
Sie enthielt die Festlegungen für die Planung des Reproduktionsprozesses der Volkswirtschaft und ihrer Zweige und Bereiche sowie die dazu erforderlichen Nomenklaturen und Vordrucke. Zur Planungsordnung gehörten die im Einvernehmen mit der staatlichen Plankommission von der staatlichen Zentralverwaltung für Statistik herausgegebenen Definitionen für Planung, Rechnungsführung und Statistik. Die Planungsordnung wurde durch planmethodische Regelungen ergänzt, insbesondere auch solche, die den spezifischen Bedingungen der Bereiche und Zweige angepasst sind. Auf der Grundlage der Planungsordnung wurde die Kombinatsplanung und die betriebliche Planung durch die Rahmenrichtlinie für die Planung in den Kombinaten und Betrieben der Industrie und des Bauwesens geregelt.

## Inhalt der Planungsordnung
Die Planungsordnung enthielt:
- Die Grundsätze und die Methodik für die Ausarbeitung des Fünfjahrplanes zur Entwicklung der Volkswirtschaft der DDR, der Jahresvolkswirtschaftspläne der Staatshaushaltspläne und der Bilanzen des Kreditsystems sowie der Planentwürfe
- Die Grundsätze und die Methodik für die Ausarbeitung des Fünf- und Jahrespläne der Kombinate und Betriebe
- Die Grundsätze und die Methodik für die Ausarbeitung des Fünfjahrplans sowie der Jahrespläne und Haushaltspläne der Bezirke, Kreise, Städte und Gemeinden
- Die methodischen Festlegungen für die Vorbereitung und Planung von Maßnahmen der Entwicklung der Preise
- Die Festlegung über die Verantwortung, die Aufgaben und das koordinierte Zusammenwirken der Staatsorgane, wirtschaftsleitenden Organe, Kombinate, Betriebe und Einrichtungen bei der Ausarbeitung der Pläne
- Festlegungen über die gesamtvolkswirtschaftliche Planung, die territoriale und zweigliche Planung, die Bilanzierung und die Planabstimmung, über den Ablauf der Planausarbeitung sowie über die anzuwendenden Kennziffern, die Nomenklaturen, Vordrucke und die entsprechende Nutzung der Datenverarbeitung.

## Gliederung der Planungsordnung
Die Planungsordnung war zuletzt 1988 wie folgt gegliedert:
Teil A
1. Allgemeine Bestimmungen
2. Konzeptionelle Vorbereitungen des Fünfjahrplanes
3. Planung der Effektivität der gesellschaftlichen Produktion
Teil B
4. Planung der Produktion der Industrie
5. Planung des Bauwesens und des Werbebaus
Teil C
6. Planung der Land-, Forst- und Nahrungsgüterwirtschaft
Teil D
7. Planung des Gütertransportes, des Verkehrswesens und des Post- und Fernmeldewesens
Teil E
8. Planung des Konsumgüterbinnenhandels
Teil F
9. Planung des Bildungswesens
Teil G
10. Planung des Gesundheits- und Sozialwesens
11. Planung der Körperkultur und des Sports, des Erholungswesens und des Tourismus
12. Planung der Bereiche der Kultur, des Fernsehens, des Rundfunks und des Allgemeinen Deutschen Nachrichtendienstes
Teil H
13. Planung des komplexen Wohnungsbaus und der Wohnungswirtschaft
14. Planung der örtlichen Versorgungswirtschaft
Teil I
15. Planung der Wasserwirtschaft
Teil K
16. Planung des kulturellen und materiellen Lebensniveaus der Bevölkerung
17. Planung der jugendpolitischen Aufgaben
Teil L
18. Planung der sozialistischen Rationalisierung
19. Planung von Wissenschaft und Technik
20. Planung der Grundfonds und Investitionen
Teil M
21. Planung der Materialökonomie
22. Material-, Ausrüstungs- und Konsumgüterbilanzierung
Teil N
23. Planung der Arbeitsproduktivität, des gesellschaftlichen Arbeitsvermögens und des Arbeitseinkommens
24. Finanz- und Kostenplanung
25. Planung der Preise
26. Planung der Finanzen des Staates
Teil O
27. Planung der Maßnahmen der sozialistischen ökonomischen Integration
28. Planung des Außenhandels und der Valutabeziehungen
Teil P
29. Territorialplanung
30. Planung des Umweltschutzes
Teil Q
31. Spezielle Planungsaufgaben zentraler Staatsorgane und der Räte der Bezirke:
A: Volkswirtschaftliche Gesamtrechnung
B: Planung des materiellen und kulturellen Lebensniveaus der Bevölkerung (zentrale Aufgaben)
C: Finanzbilanz des Staates
Teil R
32. Methodische Festlegungen für die in reduziertem Umfang planenden Betriebe